# Boskoekoekswesp
De boskoekoekswesp (Dolichovespula omissa) is een vliesvleugelig insect uit de familie van de plooivleugelwespen (Vespidae). De wetenschappelijke naam van de soort is gepubliceerd in 1931 door Bischoff.

## Verspreiding
Deze wespensoort komt voor in Europa, Turkije en Iran. Binnen Europa ligt de noordgrens van de verspreiding in het zuiden van Zweden. Tot nu toe werd deze wesp in Nederland slecht eenmaal waargenomen, in Limburg.

## Ecologie
De boskoekoekswesp doet niet aan de bouw van een nest. In plaats daarvan dringt de koningin een nest van de boswesp (Dolichovespula sylvestris) binnen en laat ze haar larven verzorgen door de al aanwezige werksters. Er worden geen eigen werksters geproduceerd en het nest van de gastheer sterft uiteindelijk uit.